# Víctor Sosnora
Víctor Aleksándrovich Sosnora (en ruso: Ви́ктор Алекса́ндрович Сосно́ра; Alupka, 28 de abril de 1936 - San Petersburgo, 13 de julio de 2019 ) fue un poeta, escritor y dramaturgo ruso. Se le considera uno de los representantes más importantes de la escuela de Leningrado / Petersburgo.

## Biografía
Sosnora nació en una familia de artistas de circo de Leningrado que en ese momento estaban de gira: Alexander Ivanovich Sosnora (1908-1959) y Eva (Java) Vulfovna Gorovatchkaya (1914-1990). Su abuelo era rabino en Vítebsk, Vulf Gorowatchky. Sus padres se separaron cuando era un niño, de forma que creció con su madre. Durante el asedio de Leningrado (1941-1942) estuvo en la ciudad y fue rescatado en el Camino de la Vida. Se encontró de nuevo en la Ucrania ocupada, donde vivió entre partisanos, lo que llevó a que su tío fuera capturado por la Gestapo. El tío y los demás partisanos fueron asesinados ante los ojos de Víctor. Con tan solo nueve años aprendió a disparar. Más tarde fue encontrado de nuevo por su padre, que comandaba una unidad polaca en ese momento; con él vio el final de la guerra en Fráncfort del Óder.  
Tras la guerra, fue a la escuela en Varsovia, donde su padre sirvió bajo el mando del mariscal Konstantín Rokossovski, y en Arcángel, Majachkalá y Lviv. Terminó la escuela en Lviv y regresó más tarde a Leningrado, donde comenzó unos estudios, que no terminó, en la Facultad de Filosofía de la Universidad de Leningrado. 
Sirvió de 1955 a 1958 en el ejército en Nueva Zembla, donde se contaminó de radiación durante varias explosiones nucleares. Entre 1958 y 1963 trabajó como soldador y electricista en una fábrica de Leningrado y estudió simultáneamente en la facultad de filología.
En 1962 publicó su primer libro. Por un lado, publicó textos en editoriales oficiales soviéticas, pero sus textos también circularon en samizdat y tamisdat. Sosnora era el único representante del Shestidesyatniki oficial en Leningrado y viajaba a menudo al extranjero, por lo que ofrecía conferencias como invitado en París y en los Estados Unidos, Vincennes y en Breslavia. Sus poemas se imprimieron oficialmente por primera vez en la Unión Soviética en 1989. En los últimos años dejó de participar en muchos actos públicos por motivos de salud.
Sosnora vivía en San Petersburgo, donde falleció el 13 de julio de 2019.